# Шелковская волость (Московская губерния)
Шелковская волость, Капонская волость — волость в составе Верейского и Можайского уездов Московской губернии. Существовала до 1929 года. Центром волости сначала было село Капонь (1896), затем Шелковское (1908—1913), а потом посёлок Дорохово.
Ныне территория Можайского, Одинцовского и Рузского городских округов Московской области России.

## История
27 февраля 1922 года Верейский уезд был упразднён. Шелковская волость вошла в состав Можайского уезда.
В ходе реформы административно-территориального деления СССР в 1929 году Шелковская волость была упразднена.

## Состав

### Населенные пункты
- Алексино
- Анашкино
- Аникино
- Архангельское (Архангельская)
- Березки (ныне Берёзкино)
- Болтино
- Бриково
- Голенино
- Головинка
- Гранино
- Грибцово
- Даниловка
- Еськино
- Захарьино
- Землино
- Кантемирово
- Капонь — волостной центр (1896), ныне Капань
- Крымское
- Кузовлево
- Купля
- Лычково
- Ляхово
- Мишенки  (Мишинка)
- Мокеиха (ныне Макеиха)
- Мухино
- Облянищево
- Петрищево
- Старое
- Строганка
- Сухарево
- Труфаловка
- Усадьково (ныне Усадково)
- Устиновка
- Хомяки
- Шелковка (Шелковское) — волостной центр (1908—1913)
- Ястребово

### Сельсоветы
По данным 1918 года в Шелковской волости было 29 сельсоветов: Алексинский, Анашкинский, Аникинский, Архангельский, Березкинский, Брыкинский, Головинский, Гомнинский, Дороховский, Еськинский, Захарьинский, Землинский, Кантемировский, Капонский, Киселевский, Крымский, Куплинский, Лыщиковский, Ляховский, Макеихинский, Ново-Архангельский, Писковский, Старовский, Строгановский, Труфановский, Тучковский, Усадковский, Хомяковский, Ястребовский.
По данным 1923 года в Шелковской волости было 8 сельсоветов: Алексинский, Архангельский, Грибцовский, Капонский, Ляховский, Облягищевский, Старовский, Шелковский.
В 1927 году из части Алексинского с/с был образован Гомнинский с/с, из Архангельского — Ястребовский, из Грибцовского — Петрищевский, из Ляховского — Крымский, из Облянищевского — Захарьинский, из Старовского — Марьинский и Макеихский, из Шелковского — Дороховский и Хомяковский.